# Chaka
Pour le roi zoulou, voir Chaka (roi zoulou).
Genre
Chaka est un genre de crustacés amphipodes de la famille des Caprellidae et de la sous-famille des Phtisicinae.

## Liste d'espèces
Selon Catalogue of Life (3 août 2019) et World Register of Marine Species (3 août 2019) :
- Chaka leoni Griffiths, 1974